# Ucayali River Hotel
El Ucayali River Hotel (hotel del río Ucayali, oficialmente en inglés) es uno de los hoteles principales del departamento de Ucayali, en Perú. Este edificio está ubicado en el núcleo urbano de la ciudad de Pucallpa. De ello es categorizado como el primer hotel cinco estrellas en construirse en la región.
La proyección empezó en marzo de 2009, en la cual comenzó su construcción en agosto del mismo año donde se invirtió más de 4 millones de dólares. Tiempo después, accionistas del River Hotel realizaron la pre-apertura el 5 de agosto de 2010, con la recaudación de 10 millones de dólares, debido al turismo que integrará con Brasil.

## Servicios
Según la hotelera, en la pre-apertura del hotel contiene 86 habitaciones distribuidas entre el segundo y cuarto piso, y de ellas se incluye complementos adicionales:
- Habitaciones, según tipo:
  - 53 Habitaciones estandardizas.
  - 1 habitación familiar.
  - 7 ejecutivas.
  - 2 junior suites.
- Accesorios por la hotelera:
  - Sistema de ventilación termo-acústica sin ruido.
  - Acceso al sistema Wi-Fi.
  - Aire acondicionado.
  - Atención en el servicio las 24 horas del día.
  - TV Cable.
  - Servicio de voltaje estándar (220 voltios) y estadounidense (110 V).
  - Discado directo nacional e internacional.
  - Caja de seguridad sin cargo económico.
  - Baño totalmente equipado.
  - Mini refrigerador incorporado.

### Salas e instalaciones especiales
Dentro del hotel también se ha incluido suministros de instalaciones para conferencias, reuniones y exhibiciones. Así también incluye: restaurante, cafetería, bar, organización de banquetes y bufetes, un casino, salas de conferencia con capacidad para 500 personas, oficinas y una piscina.

## Recepción
El 13 de septiembre fue escenario de un debate político transmitido por Ucayalina de Televisión para la elecciones regionales de Ucayali de 2010. Fue la primera referencia en estar a  Jorge Velásquez Portocarrero y Francisco Pezo Torres que ganarían en la primera vuelta más adelante. Sin embargo, fue muy crítico por la intervención del Jurado Nacional de Elecciones que fue agredido por varias personas. Siendo el menos preferible por el partido Ucayali, región con futuro que dejó inaccesible a Edwin Vásquez López.

## Críticas

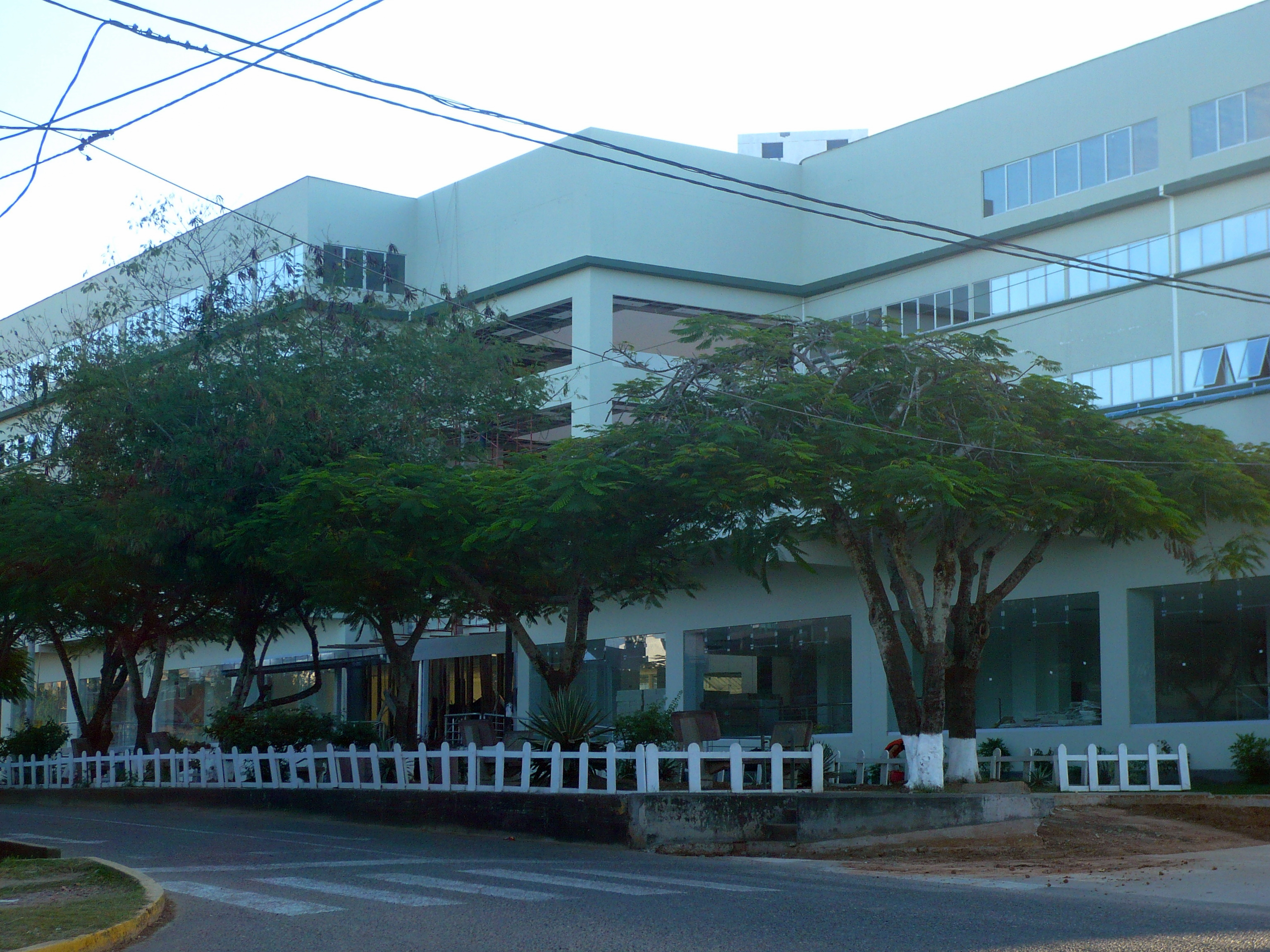
Fachada del hotel en construcción en junio de 2010.

En la visita del alcalde provincial Ulises Saldaña al recorrer y conocer las instalaciones expresó se sentía orgulloso cuando empresarios invierten no solo sus proyectos sino también su dinero para hacer más grande nuestra ciudad. Así mismo ofreció que la municipalidad de Coronel Portillo pudiese apoyar en la construcción.